# Rudy Machado
Rudy Machado ( Buenos Aires, Argentina, 1 de octubre de 1933 – ibídem, 9 de junio de 2011) cuyo verdadero nombre era Rodolfo Rafael Chinnici, fue un músico, compositor y director de orquesta dedicado a la música tropical y al jazz.

## Carrera profesional
Nació en el barrio Parque Chacabuco, en el seno de una familia muy vinculada profesionalmente a la música. Su madre, Olga, de origen ruso, había sido bailarina del Bolshoi, su padre Juan era  trombonista, su tío Salvador era trompetista y su otro tío Bebe Chinicci era clarinetista y saxofonista. Al igual que su padre y sus tíos Rodolfo se inclinó por el género del jazz eligiendo como instrumento la trompeta, y como seudónimo el de Rudy Machado. 
Tenía 16 años cuando empezó su actividad profesional en la agrupación Habana Cuban Boys que acompañó a la cantante mexicana Lupe Cortez. Más adelante pasó por varios conjuntos: Los Estudiantes, un grupo formado por Nolo Cao; la orquesta de Raúl Fortunato, de la cual participaban, entre otros Tullio Gallo, Ricardo Romero y los vocalistas Estela Raval y Bob Sullivan y, entre 1953 y 1958 en la orquesta Varela-Varelita. 
En este año creó su propio conjunto, Rudy Machado y la Orquesta de la Juventud, que tuvo mucho éxito compartió con las principales orquestas de tango los bailes de Carnaval en los grandes clubes,
Grabó con su conjunto en las discográficas Disc Jockey, Philips y Odeon. Entre los músicos que pasaron por la orquesta se recuerda, además de otros integrantes de la familia  Chinicci,   a Franco Corvini, Hugo Diaz, Jaime Gossis, José Granata, Buby Lavecchia, Santos y Freddy Lipesker, Horacio Malvicino, Néstor Marini, Pocho Mazzitelli, Jorge Padín, Jorge Pataro, Víctor Pronzato y Oscar Toscano, entre otros Entre los vocalistas estuvieron Rina, la esposa del director, Enrique Fontana y Carlos Alberto, que más adelante usó el seudónimo de Greco. 
En 1967 mientras se hallaba en gira por Europa, Rudy Machado aceptó la dirección de la famosa orquesta "Lecuona Cuban Boys" que si bien no tenía el éxito de los que gozó en las décadas de 1939, 1940 y 1950 seguía siendo bien considerada, y con ella realizó giras por Europa, América y Japón junto a su esposa y cantante  Rina hasta 1976. De vuelta a Buenos Aires su última presentación con su orquesta fue en los carnavales de 1985 y a partir de allí hizo actuaciones como artista invitado en otras agrupaciones. 
Falleció en Buenos Aires en noviembre de 2012.